# Malvieh
Mit Malvieh wurden zur Zeit der Leibeigenschaft in Lippe die Tiere bezeichnet, die der Bauer als Naturalabgabe an den Grundherren abliefern musste. Das Malvieh bestand aus Kühen, Schafen oder Schweinen, die von Bevollmächtigten des Grundherrn ausgesucht und mit einem Mal versehen wurden. Diese in der Regel besten Tiere mussten zu einem bestimmten Zeitpunkt an den Grundherren übergeben werden. Es kam vor, dass ein Bauer bestraft wurde, weil er das Malvieh versteckt hatte.
Die Zeit der Leibeigenschaft in Lippe dauerte rund 300 Jahre und wurde von Fürstin Pauline im Jahr 1808 aufgehoben. Der leibeigene Bauer konnte bewegliches Eigentum besitzen, jedoch keinen Grundbesitz erwerben und war an das Land gebunden, das einem adligen Grundbesitzer oder der Kirche gehörte. Er bewirtschaftete den Hof mit der Verpflichtung zu unterschiedlichen Abgaben an den Grundherren. Diese Abgaben bestanden überwiegend aus Naturalien, aber auch aus Frondiensten, die zumeist auf Fronhöfen oder Salhöfen geleistet werden mussten. Der Grundherr war wiederum zum Schutz der Leibeigenen und zu ihrer Fürsorge verpflichtet.